# Trofeo Baracchi

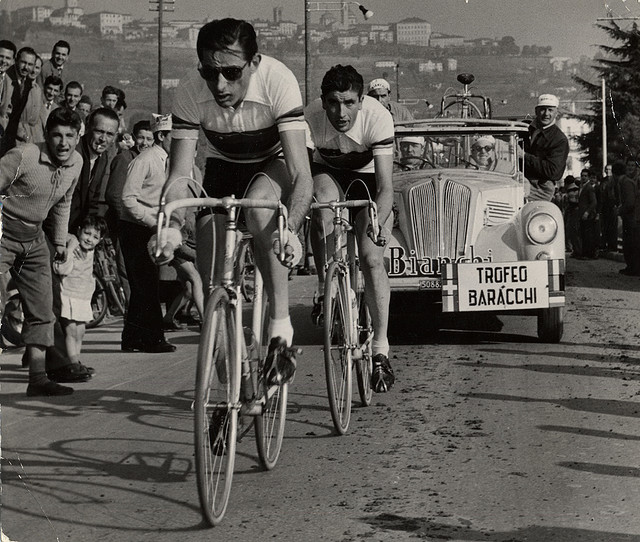
Fausto Coppi (främst) och Riccardo Filippi på väg mot deras första seger (av tre) 1953.

Trofeo Baracchi var ett endagslopp i landsvägscykling som kördes från 1941 till 1991 i norra Italien (Lombardiet 1941-1980 och 1991, Toscana 1981-1983 samt Trentino-Alto Adige 1984-1990).
Loppet skapades av affärsmannen Giacomo "Mino" Baracchi från Bergamo och kördes de åtta första åren som ett individuellt tempolopp på 100 kilometer, eller något mer, med start och mål i Bergamo. De inledande åren var det ett amatörlopp, men 1944 öppnades det för professionella. 1949 ändrades det till ett tvåmanna lagtempo (med det tidigare Giro della Provincia di Milano som förebild) och detta format bibehölls till och med 1990. Fram till och med 1958 ingick, utöver de (drygt) 100 kilometerna partempo, även två delar till som kördes på bana (varav en var ett förföljeleslopp och den andra en individuell sprint med flygande start)
1953 flyttades målet till Milano och under 1950- och 1960-talen låg starten i Bergamo, medan målet låg i antingen Milano, Bergamo eller Brescia. Därefter flyttades starten runt till ett par andra orter (utöver Bergamo) under 1970-talet (men målet låg i Bergamo eller Brescia), men från 1981 till 1983 kördes det från Pontedera till Pisa och från 1984 låg starten i Borgo Valsugana och målet i Trento. 1991 kördes den sista upplagan, men nu som ett individuellt tempolopp (på 64 km med start och mål i Bergamo) eftersom det inkluderats i UCI World Cup (och fungerade som världscupfinalen Grand Prix des Nations).
Loppet var planerat att återuppstå 2023, men ställdes in på grund av ekonomiska problem. Loppet var även inplanerat 2024 men ställdes åter in. Ett nytt försök är planerat att göras i oktober 2025.
Flest segrar har Francesco Moser, fem stycken - men med fem olika partners (bland dem märks speciellt Mosers evige rival Giuseppe Saronni 1979). Flest segrar tillsammans har Fausto Coppi/Riccardo Filippi som vann tre år i rad (1953-1955). Flest podieplatser, tio stycken (tre segrar, sex andraplatser och en tredjeplats), har Jacques Anquetil från 1953 till 1968.
Den högsta medelhastigheten noterades 1989 då Laurent Fignon/Thierry Marie höll 50,49 km/tim på det 96,6 kilometer långa loppet.

## Podieplaceringar
| År                     | Vinnare                                  | Tvåa                                              | Trea                                     |          |
| ---------------------- | ---------------------------------------- | ------------------------------------------------- | ---------------------------------------- | -------- |
| 1941                   | Michele Motta                            | Mario Spinazzi                                    | Giovanni Ronco                           |          |
| 1942                   | Gelsomino Locatelli                      | Egidio Marangoni                                  | Michele Motta                            |          |
| \| 1943 \| Ej avhållet |                                          |                                                   |                                          |          |
| 1944                   | Michele Motta                            | Aldo Baito                                        | Carlo Moscardini                         |          |
| 1945                   | Michele Motta                            | Gelsomino Locatelli                               | Mario Fazio                              |          |
| 1946                   | Antonio Ausenda                          | Giovanni Mangili                                  | Gino Carlotti                            |          |
| 1947                   | Sergio Maggini                           | Michele Motta                                     | Luigi Malabrocca                         |          |
| 1948                   | Giorgio Cargioli                         | Egidio Marangoni                                  | Serse Coppi                              |          |
| 1949                   | Fiorenzo Magni Adolfo Grosso             | Antonio Bevilacqua Guido De Santi                 | Aldo Tosi Emilio Croci Torti             |          |
| 1950                   | Fiorenzo Magni Antonio Bevilacqua        | Fausto Coppi Serse Coppi                          | Giorgio Albani Virgilio Salimbeni        |          |
| 1951                   | Fiorenzo Magni Giuseppe Minardi          | Gino Bartali Ferdinand Kübler                     | Loretto Petrucci Alfredo Martini         |          |
| 1952                   | Giancarlo Astrua Nino Defilippis         | Giuseppe Minardi Loretto Petrucci                 | Fausto Coppi Michele Gismondi            |          |
| 1953                   | Fausto Coppi Riccardo Filippi            | Jacques Anquetil Antonin Rolland                  | Giancarlo Astrua Nino Defilippis         |          |
| 1954                   | Fausto Coppi Riccardo Filippi            | Jacques Anquetil Louison Bobet                    | Fiorenzo Magni Donato Piazza             |          |
| 1955                   | Fausto Coppi Riccardo Filippi            | Jacques Anquetil André Darrigade                  | Jean Brankart Marcel Janssens            |          |
| 1956                   | Rolf Graf André Darrigade                | Fausto Coppi Riccardo Filippi                     | Giorgio Albani Donato Piazza             |          |
| 1957                   | Fausto Coppi Ercole Baldini              | Rolf Graf Alcide Vaucher                          | Aldo Moser Oreste Magni                  |          |
| 1958                   | Ercole Baldini Aldo Moser                | Jacques Anquetil André Darrigade                  | Roger Rivière Gérard Saint               |          |
| 1959                   | Ercole Baldini Aldo Moser                | Michele Gismondi Diego Ronchini                   | Jacques Anquetil André Darrigade         |          |
| 1960                   | Diego Ronchini Romeo Venturelli          | Ercole Baldini Aldo Moser                         | Camille Le Menn Claude Valdois           |          |
| 1961                   | Ercole Baldini Joseph Velly              | Giacomo Fornoni Battista Babini                   | Bas Maliepaard Jean-Claude Lebaube       |          |
| 1962                   | Rudi Altig Jacques Anquetil              | Ercole Baldini Arnaldo Pambianco                  | Aldo Moser Giuseppe Fezzardi             |          |
| 1963                   | Joseph Velly Joseph Novales              | Jacques Anquetil Raymond Poulidor                 | Ferdinand Bracke Walter Boucquet         |          |
| 1964                   | Gianni Motta Giacomo Fornoni             | Ercole Baldini Vittorio Adorni                    | Rudi Altig Tom Simpson                   |          |
| 1965                   | Jacques Anquetil Jean Stablinski         | Michele Dancelli Pietro Scandelli                 | Giuseppe Fezzardi Tommaso De Pra         |          |
| 1966                   | Eddy Merckx Ferdinand Bracke             | Raymond Poulidor Georges Chappe                   | Gerben Karstens Bart Zoet                |          |
| 1967                   | Eddy Merckx Ferdinand Bracke             | Jacques Anquetil Bernard Guyot                    | Peter Post Jo de Roo                     |          |
| 1968                   | Jacques Anquetil Felice Gimondi          | Ole Ritter Herman Vanspringel                     | Luis Ocaña Jesús Aranzabal               |          |
| 1969                   | Herman Vanspringel Joaquim Agostinho     | Ole Ritter Gianni Motta                           | Eddy Merckx Davide Boifava               |          |
| 1970                   | Gösta "Fåglum" Pettersson Tomas Fåglum   | Ole Ritter Leif Mortensen                         | Herman Vanspringel Willy In 't Ven       |          |
| 1971                   | Luis Ocaña Leif Mortensen                | Gösta "Fåglum" Pettersson Tomas Fåglum            | Roger Pingeon Bernard Thévenet           |          |
| 1972                   | Eddy Merckx Roger Swerts                 | Felice Gimondi Davide Boifava                     | Gösta "Fåglum" Pettersson Tomas Fåglum   |          |
| 1973                   | Felice Gimondi Martín Emilio Rodríguez   | Davide Boifava Gösta "Fåglum" Pettersson          | Phil Bayton Dave Lloyd                   |          |
| 1974                   | Francesco Moser Roy Schuiten             | Martín Emilio Rodríguez Gösta "Fåglum" Pettersson | Eddy Merckx Roger De Vlaeminck           |          |
| 1975                   | Francesco Moser Gianbattista Baronchelli | Freddy Maertens Michel Pollentier                 | Gerrie Knetemann Hennie Kuiper           |          |
| 1976                   | Freddy Maertens Michel Pollentier        | Francesco Moser Roy Schuiten                      | Davide Boifava Jørgen Marcussen          |          |
| 1977                   | Bernt Johansson Carmelo Barone           | Freddy Maertens Joop Zoetemelk                    | Serge Parsani Osvaldo Bettoni            |          |
| 1978                   | Roy Schuiten Knut Knudsen                | Hennie Kuiper Joop Zoetemelk                      | Gianbattista Baronchelli Bernt Johansson |          |
| 1979                   | Francesco Moser Giuseppe Saronni         | Alfons De Wolf Jan van Houwelingen                | Bert Oosterbosch Henk Lubberding         |          |
| 1980                   | Alfons De Wolf Jean-Luc Vandenbroucke    | Ludo Peeters Theo de Rooij                        | Josef Fuchs Daniel Gisiger               |          |
| 1981                   | Daniel Gisiger Serge Demierre            | Francesco Moser Knut Knudsen                      | Raniero Gradi Geir Digerud               |          |
| 1982                   | Daniel Gisiger Roberto Visentini         | Bert Oosterbosch Hennie Kuiper                    | Stephen Roche Jacques Bossis             |          |
| 1983                   | Daniel Gisiger Silvano Contini           | Hennie Kuiper Adri van der Poel                   | Tommy Prim Alf Segersäll                 |          |
| 1984                   | Francesco Moser Bernard Hinault          | Tommy Prim Alf Segersäll                          | Daniel Gisiger Urs Freuler               |          |
| 1985                   | Francesco Moser Hans-Henrik Ørsted       | Daniele Caroli Michael Wilson                     | Jean-François Bernard Benno Wiss         |          |
| 1986                   | Giuseppe Saronni Lech Piasecki           | Daniele Caroli Michael Wilson                     | Jesper Skibby Rolf Sørensen              |          |
| 1987                   | Bruno Leali Massimo Ghirotto             | Giuseppe Saronni Lech Piasecki                    | Rolf Gölz Czesław Lang                   |          |
| 1988                   | Czesław Lang Lech Piasecki               | Daniel Gisiger Werner Stutz                       | Charly Mottet Thierry Marie              |          |
| 1989                   | Laurent Fignon Thierry Marie             | Maurizio Fondriest Allan Peiper                   | Gianni Bugno Sean Kelly                  |          |
| 1990                   | Rolf Gölz Tom Cordes                     | Zenon Jaskuła Joachim Halupczok                   | Sean Yates Dag Otto Lauritzen            |          |
| 1991                   | Tony Rominger                            | Erik Breukink                                     | Thomas Wegmüller                         |          |
| 2024                   | inställt                                 | inställt                                          | inställt                                 | inställt |
| 2025                   |                                          |                                                   |                                          |          |
| 1943                   |                                          |                                                   |                                          |          |